# Antonio Marceglia (F 597)
La fregata missilistica Antonio Marceglia è l’ottava unità del progetto italo-francese FREMM (FRegate Europee Multi Missione) e la quarta commissionata in versione GP (General Purpose).
L'unità della Marina Militare Italiana è stata costruita presso il Cantiere navale di Riva Trigoso, dove era contraddistinta con il numero di costruzione 6248, e allestita presso il Cantiere navale del Muggiano. È la prima unità intitolata al tenente di vascello del Genio Navale Antonio Marceglia , eroe dell'impresa di Alessandria d’Egitto e Medaglia d'oro al valor militare.
Con il numero di fiancata F597 e un equipaggio composto da 168 militari, uomini e donne, Nave Antonio Marceglia, assieme con le altre unità della classe, rappresenta un importante elemento operativo della Squadra Navale e contribuisce all’assolvimento dei compiti istituzionali di difesa del territorio italiano e di vigilanza e tutela degli interessi nazionali e delle vie di comunicazioni marittime.

## Motto
"Ardisco ad ogni impresa" è il motto di ardimento, coraggio e spirito di sacrificio, già appartenuto all'incrociatore Pola, di cui Nave Antonio Marceglia si fregia, a voler celebrare l’ardimentosa impresa del Marceglia ma anche i valorosi marinai del Pola eroicamente caduti in battaglia e lo spirito di sacrificio che da sempre ha contraddistinto il personale dei mezzi d’assalto subacquei. Mezzi per i quali Antonio Marceglia, mentre era già destinato sul sommergibile Ruggiero Settimo si offrì volontario nell’ottobre 1940 dimostrandosi subito dotato di una spiccata capacità di pilotaggio dei "siluri a lenta corsa", oltre che di doti militari non comuni.

## Attività operativa
Varata il 3 febbraio 2018, è stata consegnata alla Marina Militare il 16 aprile 2019.
Nel luglio 2019 la fregata Marceglia ha assunto il compito di nave ammiraglia della task force dell'Operazione Atalanta.
È rientrata in Italia nella base di Taranto il 16 dicembre 2019, completando così l'operazione antipirateria europea EUNAVFOR (Atalanta).
L'unità ha partecipazione all’esercitazione internazionale CONTEX-PHIBEX 21 organizzata dalla Marina portoghese dal 4 al 10 maggio 2020.
Dal 15 al 28 maggio 2021 Nave Marceglia ha partecipato all’esercitazione internazionale di difesa anti-missile denominata At Sea Demonstration/Formidable Shield-21 (ASD/FS21) presso i poligoni delle Ebridi in Scozia. L’esercitazione rappresenta un banco di prova anche per la NATO che potrà testare la capacità dell’Alleanza di coordinare le operazioni degli assetti navali, terrestri ed aerei presenti nell’area di esercitazione al fine di accrescere l'interoperabilità joint sia a livello di scambio dati che procedurale.
Dal 3 settembre al 22 dicembre 2021 Nave Marceglia ha partecipato all'operazione nazionale antipirateria "Gabinia" nelle acque del golfo di Guinea. La missione che ha come obiettivo principale quello di prevenire e contrastare il fenomeno della pirateria nel golfo di Guinea, la vigilanza e la sorveglianza marittima a tutela degli interessi nazionali e della sicurezza delle vie marittime internazionali che passano per il golfo.
Durante il dislocamento in golfo di Guinea l'Unità ha avuto modo di interagire con le marine degli stati rivieraschi, con altri assetti di marine NATO e EU in accordo con il concetto di CMP (Coordinated Maritime Presence).